# Kirkeritualet
Kirkeritualet, eller — som dets titel lyder — Danmarks og Norges Kirkeritual, er dateret 25. juli 1685 og blev ved forordning 16. januar 1686 sat i kraft fra næstkommende pinsedag.
Kirkeordinansen af 1539 havde befalet, at alle kirkens ceremonier skulle holdes efter den orden og skik, som fulgtes i Frue Kirke i København, hvilken befaling indskærpedes ved et missive til biskopperne af 13. januar 1568 "besynderligen uti det hogverdige altars sacramentis trakterelse". Da arbejderne på den borgerlige lovgivnings kodifikation blev påbegyndt i 1661, rejstes også spørgsmålet om gennemsyn og forandring af kirkeordinansen.
Christian V's Danske Lov, hvis anden bog omhandler religion og gejstlighed, gik i denne sag ikke længere end Danske og norske lov 2—4—4 i at gentage den tidligere befaling om, at præsterne skulle forrette gudstjeneste i kirken med læsning, sang, bøn, prædiken og sakramenternes uddelelse på den måde og med de ceremonier, som blev brugt i Vor Frue Kirke "efter det forordnede Ritual"; men under forarbejderne til loven udtalte de involverede ønske om, at der kom en særlig rituallov om ceremonierne i kirkerne - for at få praksisen ensrettet.
Dette ønske skyldtes især den daværende biskop over Sjællands Stift, Hans Bagger, der sammen med to andre gejstlige var medlem af den i 1680 nedsatte tredje revisionskommission til lovarbejdets fremme, med særlig ordre om deltagelse i forhandlingerne om bogen om gejstligheden. Bagger udarbejdede også selv udkast til ritualet, og senere Alterbogen.
Kirkeritualet indeholder, som anført i forordet, alt vedrørende gudstjenester og kirkens ceremonier, som lovværket ikke omtalte. Dertil havde man tilføjet de eder, som de gejstlige skulle aflægge for biskoppen, hver efter sit kald.
Kirkeritualets 11 kapitler lød i originaltekst:
1) Om Gudstjeneste i Kirken
2) Om Daaben
3) Om Barselkvinder, Jordemødre og Kvindernes Kirkegang efter deres Barselseng
4) Om Skriftemaal og Afløsning
5) Om Kristi Nadveres Sakramente
6) Hvorledes med syge, anfægtede, besatte, fangne og Misdædere skal omgaas
7) Om Bandsættelse og Afløsning af Band
8) Om Ægteskab
9) Om Lig og Begravelse
10) Om Bispe- og Præstevielse
11) Hvorledes Provsterne beskikkes